# Kobayashi Maru
El Kobayashi Maru és un exercici d'entrenament fictici de naus espacials de la continuïtat de Star Trek. Està dissenyat per l'Acadèmia de la Flota Estel·lar per situar els cadets de la Flota Estel·lar en una escenari sense sortida. La prova Kobayashi Maru va ser inventada per a la pel·lícula de 1982 Star Trek 2: La còlera del Khan, i des de llavors s'ha esmentat i representat en nombrosos altres mitjans de Star Trek.
L'objectiu nominal de l'exercici és rescatar la nau civil de combustible Kobayashi Maru, que està danyada i encallada en territori neutral entre la Federació i l'Imperi Klíngon. El cadet que està sent avaluat ha de decidir si intenta rescatar el Kobayashi Maru, posant en perill la seva nau i la tripulació, o deixa el Kobayashi Maru a una destrucció segura. Si el cadet decideix intentar un rescat, una força enemiga insuperable ataca la seva embarcació. Es descriu com una prova del caràcter dels cadets en lloc de les seves habilitats reals, aclimatant-los al cost emocional de la derrota. Un punt clau de la trama en moltes representacions és James T. Kirk convertint-se en l'únic cadet a rescatar el Kobayashi Maru piratejant la simulació.
La frase "Kobayashi Maru" ha entrat al lèxic popular com a referència a un escenari sense sortida. El terme també s'utilitza de vegades per invocar la decisió de Kirk de "canviar les condicions de la prova".

## Representació

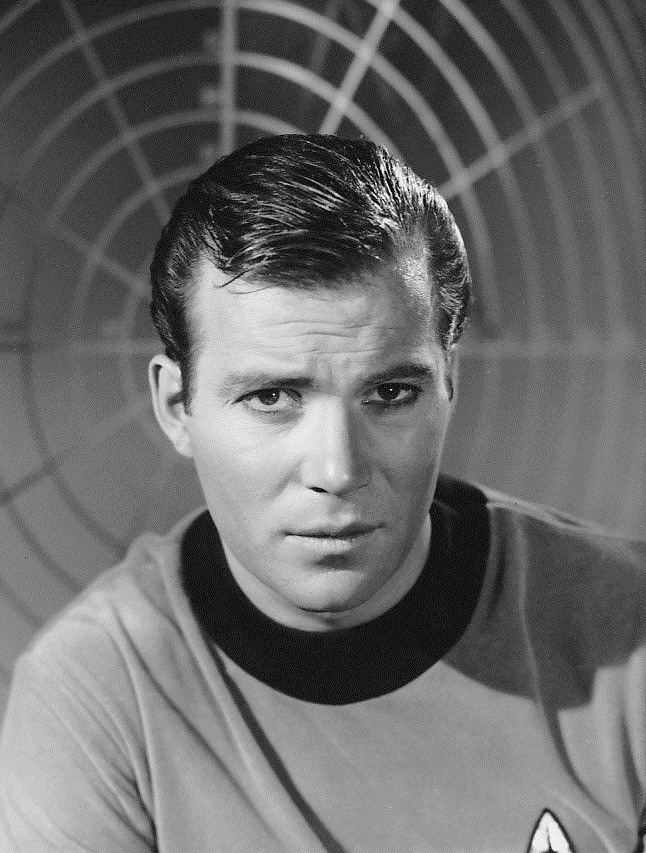
William Shatner com a capità James T. Kirk. Kirk és l'únic personatge de la pel·lícula d'acció real "Star Trek" que ha aconseguit la prova de la "Kobayashi Maru".

La prova s'introdueix a l'inici de "Star Trek 2: La còlera del Khan", amb la tinent Saavik comandant la seva tripulació en un simulador de pont. Reben una trucada de socors de la "Kobayashi Maru" i entren a la zona neutral klíngon per rescatar-la. La tripulació perd el contacte amb la nau civil i tres naus klíngon ataquen. Amb la tripulació del pont morta i la nau greument danyada, Saavik ordena a la tripulació que abandoni la nau i la simulació acaba. Quan Saavik diu que la prova és injusta perquè no hi ha manera de guanyar, l'almirall James T. Kirk respon que un capità de nau estel·lar podria enfrontar-se a un "escenari sense victòria" real. Més endavant a la pel·lícula, Kirk revela que va vèncer la "Kobayashi Maru" com a cadet en el seu tercer intent reprogramant la simulació per fer possible el rescat de la nau, i que en realitat no creu en la idea d'un escenari sense victòria.
La pel·lícula del 2009 Star Trek mostra una versió en una línia de temps alternativa del cadet Kirk derrotant la prova Kobayashi Maru; en contrast amb la línia de temps original, on Kirk va ser elogiat pel seu enfocament poc ortodox, aquesta versió de Kirk rep una amonestació acadèmica per violar l'esperit de la prova.
La prova també es representa a l'episodi "Kobayashi" de Star Trek: Prodigy. Dal, que està lluitant com a capità de la nau estel·lar Protostar i no entén el propòsit de la Kobayashi Maru, repeteix la simulació moltes vegades. Cada intent acaba en fracàs, cosa que augmenta el seu desànim. Una versió hologràfica de Spock aconsella a Dal que "les necessitats de molts superen les necessitats d'uns pocs", i Dal finalment resol el problema mentre s'adona que necessita escoltar la seva tripulació més sovint.
El Kobayashi Maru es fa referència en altres continguts d'imatge real i animada, i els personatges també utilitzen la frase "Kobayashi Maru" per descriure situacions sense sortida o desesperades en general. L'estrena de la quarta temporada de Star Trek: Discovery es titula "Kobayashi Maru" (2021) i representa els personatges principals que s'enfronten a diverses situacions de desafiament. Els mitjans amb llicència proporcionen representacions i referències addicionals a la prova, i dues novel·les de Star Trek porten el nom de la prova al títol: The Kobayashi Maru (1989) de Julia Ecklar i Kobayashi Maru (2008) de Michael A. Martin i Andy Mangels.
La simulació es realitza a la novel·la Stone and Anvil (2003), que forma part de la sèrie Star Trek: New Frontier de Peter David. En aquesta versió, els klíngons són substituïts per romulans (la sèrie té lloc després dels esdeveniments de la sisena pel·lícula) i la simulació es duu a terme a la holocoberta. El capità Mackenzie Calhoun intenta salvar el Kobayashi Maru, però quan s'adona que les naus enemigues l'utilitzen com a coberta, ordena que es dispari, cosa que fa que dues de les tres naus enemigues siguin empeses l'una cap a l'altra i explotin. Després d'haver salvat la seva tripulació, Calhoun els ordena que escapin.

## Concepte i producció
El guionista de "Star Trek II" Jack B. Sowards va desenvolupar el "Kobayashi Maru", posant-li el nom dels seus antics veïns. El rebuig de Kirk a "l'escenari sense sortida" a la pel·lícula és una de les diverses caracteritzacions que reflectien la mentalitat de Sowards en aquell moment. Anticipant que es filtraria la notícia de la mort de Spock al final de la pel·lícula, Sowards va fer que Spock i altres oficials del pont coneguts de la "Enterprise" fingissin la seva mort com a part de la simulació inicial del "Kobayashi Maru"; La broma de Kirk després a Spock —"No estàs mort?"— va ser la manera de Sowards de jugar amb aquest coneixement amb el públic.
L' "equip estel·lar" de Spock, Uhura, Sulu i McCoy al simulador de pont de Star Trek II va motivar els productors de Star Trek: Prodigy a intentar crear un equip de pont "perfecte" per a una holocoberta a la seva sèrie. Els guionistes no van poder arribar a un consens, i la seva selecció estava limitada per la disponibilitat d'àudio adequat. Aaron Waltke, que va escriure l'episodi, creia fermament que els personatges havien de tenir les veus dels actors originals, cosa que significava trobar àudio arxivat o gravar nous diàlegs. Waltke va fer la major part de la recerca per trobar l'àudio adequat, cosa que va implicar llegir 90 guions i veure 40 episodis de tota la franquícia; ho va qualificar de "una de les experiències d'escriptura més difícils que he tingut mai". L'equip del pont hologràfic del protagonista Dal (veu de Brett Gray) estava format finalment per Spock, Uhura, Scotty i Odo, i van ser "veus" barrejant diàlegs d'arxiu de televisió i cinema dels personatges tal com els representen Leonard Nimoy, Nichelle Nichols, James Doohan i René Auberjonois, respectivament. Beverly Crusher es va afegir quan els guionistes es van adonar que algú necessitava interactuar més directament amb Dal, i Gates McFadden va gravar nous diàlegs per al personatge.

## Resposta crítica i impacte
Entertainment Weekly sva dir que la prova Kobayashi Maru és un dels deu elements principals de Star Trek amb els quals els no fans probablement estaran familiaritzats; escrivint per Tor, Keith DeCandido va dir que "tothom sap que el Kobayashi Maru es refereix a un escenari sense sortida". Craig S. Semon va dir que si la pel·lícula Star Trek del 2009 era popular tant entre el públic general com entre els fans seriosos de Star Trek, el director J. J. Abrams hauria superat Kirk al Kobayashi Maru. io9 va qualificar el "Kobayashi Maru" de "Prodigy" i el seu impacte en Dal com a "sorprenentment commovedors".
Després de ser diagnosticat amb càncer terminal, el fan de "Star Trek" Randy Pausch va rebre un fotografia autografiada de Kirk, la inscripció del qual de William Shatner feia ressò del diàleg de Kirk a Star Trek II: "No crec en l'escenari sense sortida."
El terme s'ha aplicat a escenaris del món real sense cap resultat positiu percebut o que requereixen pensament fora de la caixa, com ara el canvi climàtic, llei constitucional, educació, i el repartiment del personatge de l'Antic a Doctor Strange. Els comentaristes han va utilitzar la resposta poc ortodoxa de Kirk a la prova de "Kobayashi Maru" com a exemple de la necessitat de redefinir les premisses sobre les quals opera una organització: canviar les regles en lloc de jugar dins d'elles. Els educadors de seguretat informàtica han utilitzat el Kobayashi Maru per ensenyar als estudiants a pensar com un adversari, i que sortint de les regles del joc es pot redefinir el joc. També s'han comparat idees i productes centrats en l'aprenentatge immersiu a la naturalesa realista i immersiva de la prova Kobayashi Maru.